# Senhora da Graça de Padrões
Senhora da Graça de Padrões era una freguesia portuguesa del municipio de Almodôvar, distrito de Beja.

## Historia
Fue suprimida el 28 de enero  de 2013, en aplicación de una resolución de la Asamblea de la República portuguesa promulgada el 16 de enero de 2013 al unirse con la freguesia de Almodôvar, formando la nueva freguesia de Almodôvar e Graça dos Padrões.